# Chris Sullivan
Chris Sullivan est un acteur et musicien américain né le 19 juillet 1980 à Sacramento en Californie. Il est marié à Rachel Reichard. Leur fils, Bear Maxwell, est né le 28 juillet 2020 et leur fille, Aoife Bea, est née le 23 octobre 2022. 

## Filmographie

### Cinéma
- 2008 : North Starr de Matthew Stanton : Sprit
- 2014 : Quand vient la nuit (The Drop) de Michaël R. Roskam : Jimmy
- 2016 : Imperium de Daniel Ragussis : Andrew Blackwell
- 2016 : Morgane (Morgan) de Luke Scott : Dr Darren Finch
- 2016 : Live by Night de Ben Affleck : Brendan Loomis
- 2017 : Les Gardiens de la Galaxie Vol. 2 (Guardians of the Galaxy Vol. 2) de James Gunn : Taserface
- 2017 : Walden ou la Vie dans les bois (Walden:  Life in the Woods) d'Alex Harvey : Tony
- 2018 : The Independents de Greg Naughton : Alvin
- 2019 : Adopt a Highway de Logan Marshall-Green : Orankle
- 2019 : I Trapped the Devil de Josh Lobo : L'Homme
- 2021 : Broadcast Signal Intrusion de Jacob Gentry : Phreaker
- 2021 : Agnes de Mickey Reece : Curly
- 2023 : Merry Little Batman de Mike Roth : Bane (voix)
- 2024 : Presence de Steven Soderbergh : Chris
- 2024 : Megamind contre Doom Syndicate (Megamind vs the Doom SYndicate) d'Eric Fogel : Behemoth (voix)
- 2025 : Mercy de Timur Bekmambetov

### Télévision
- 2012 : A Gifted Man : le motard (1 épisode)
- 2013 : Elementary : Todd Clarke (1 épisode)
- 2013 : New York, unité spéciale : Eddy Galtin (saison 14, épisode 13)
- 2013 : The Americans : l'assassin (1 épisode)
- 2014 : Inside Amy Schumer : Mitch (1 épisode)
- 2014 : The Normal Heart : Mike le technicien
- 2014-2015 : The Knick : Tom Cleary (19 épisodes)
- 2016 : Stranger Things : Benny Hammond (2 épisodes)
- 2016-2022 : This Is Us : Toby Damon (73 épisodes)
- 2017 : Larry et son nombril : le premier mari (1 épisode)
- 2018 : Camping : Joe (8 épisodes)
- 2019 : The Good Fight : Juge Dash Toosi (1 épisode)
- 2019 : Amphibia  Teddy et Gunther (3 épisodes)
- 2019 : Où est Charlie ? : le Père Noël (1 épisode)
- 2021 : What If...? : Taserface (1 épisode)

### Théâtre
- 2010–2011 : Lombardi au Circle in the Square Theatre : Jim Taylor
- 2011–2012 : Chicago à l'Ambassador Theatre : Amos Hart
- 2012–2013 : Nice Work If You Can Get It à l'Imperial Theatre : Duke Mahoney
- 2016 : Hadestown au New York Theatre Workshop : Hermes